# 거제초등학교 (부산)
거제초등학교(巨堤初等學校)는 대한민국 부산광역시 연제구 거제동에 있는 공립 초등학교로, 이 학교는 아직 미군정 조선 시대 말기였던 1946년 6월 1일 경남부산제10공립국민학교로 첫 개교되었다.

## 연혁
- 1946년 6월 1일 부산제10공립국민학교(18학급) 설립인가
- 1946년 7월 31일 부산거제공립국민학교로 교명 변경
- 1955년 6월 29일 양정국민학교 분리
- 1964년 6월 10일 창신국민학교 분리
- 1967년 10월 1일 연제국민학교 분리
- 1981년 3월 2일 양성국민학교 분리
- 1985년 3월 1일 병설유치원 개원
- 1996년 3월 1일 거제초등학교로 개칭
- 2023년 1월 6일 제77회 졸업식 (남 51명 여 53명 계 104명, 총누계 26,196명)
- 2023년 3월 1일 제32대 윤현숙 교장 취임